# Duyfken
La Duyfken (scritta anche Duifken o Duijfken) ("piccola colomba" in italiano, "duifje" nell'olandese moderno) è stata una piccola nave olandese costruita nei Paesi Bassi.
Era un brigantino a palo veloce, dotato di armamenti leggeri, concepito probabilmente per navigare acque poco profonde, trasportare piccoli carichi di valori, recapitare messaggi, spedire provviste o fare incursioni. La stazza della Duyfken viene stimata in 50-60 tonnellate.
Nel 1606, durante un viaggio esplorativo iniziato da Bantam (Banten), Giava, alla ricerca di nuovi sbocchi commerciali, sotto il comando di Willem Janszoon, la Duyfken approdò sul suolo australiano: Janszoon è quindi accreditato come il primo europeo a scoprire l'Australia.

## Replica della Duyfken
Una replica della Duyfken in scala 1 a 1 è stata costruita dalla Duyfken 1606 Replica Foundation in collaborazione con il Museo Marittimo dell'Australia Occidentale e varata il 24 gennaio 1999 in Fremantle, nell'Australia Occidentale. La nave ha fatto tappa a Sydney, Queensland, Indonesia, Sri Lanka, Mauritius, Sudafrica e infine a Texel nei Paesi Bassi: durante la sua permanenza in Olanda, il pavimento della stiva è stato sostituito con antiche mattonelle olandesi.
Nel 2005, per un certo periodo, la Duyfken è stata ormeggiata presso la fabbrica di birra Old Swan Brewery sullo Swan River in Perth (Australia Occidentale), dove era possibile visitarla.
La Duyfken è attualmente ormeggiata nella marina di Cairns Marlin.